# Abbeydorney
Abbeydorney (irl. Mainistir Ó dTorna) – wieś położona ok. 9 km na północ od Tralee w hrabstwie Kerry w Irlandii.

## Historia
Nazwa wsi pochodzi od irlandzkiej nazwy klasztoru Mainistir Ó dTorna co znaczy Klasztor klanu O'Dorney. Klasztor, który nazywany jest również Kyrie Eleison (gr. Panie, zmiłuj się) założony został w regule cysterskiej w roku 1154 w północnej części wsi. Zamknięty został przez Henryka VIII w roku 1537.
Wieś rozwinęła się jako przyklasztorna osada rolnicza. W roku 1885 utworzono klub sportów gaelickich GAA a w roku 1895 Związek Mleczarski (ang. Abbeydorney Co-operative Dairy Society). W roku 1920 podczas irlandzkiej wojny o niepodległość miejscowa mleczarnia i szereg domów zostało doszczętnie spalonych w odwetowym ataku pomocniczych sił Królewskiej Policji Irlandzkiej (ang. RIC – Royal Irish Constabulary) i Czarno-Brunatnych (ang. Black and Tans).

## Transport
Pierwszą stację kolejową w Abbeydorney otwarto 20 grudnia 1880 roku na linii z Tralee do Limerick przez Listowel. Przewozy pasażerskie zamknięto 4 lutego 1963. Przewozy towarowe do Listowel kontynuowane były do roku 1977 a do Tralee do roku 1978. Stację zamknięto ostatecznie 6 lutego 1978 roku.